# Gabo, la creación de Gabriel García Márquez
Gabo, la creación de Gabriel García Márquez (ó Gabo, la magia de lo real) es un documental de investigación dirigido por el inglés Justin Webster estrenado en 2015, basado en el  Premio Nobel de Literatura de 1982 y autor de la obra Cien años de soledad.

## Argumento
Cómo pudo un niño de un pueblo perdido de la costa colombiana ganarse el corazón de millones de personas, desde los más pobres hasta los líderes políticos más poderosos, y cómo consiguió nuestra percepción de la realidad a través de sus obras?
La respuesta la encontramos en la increíble historia de Gabriel García Márquez, criado entre la pobreza y la violencia en el norte de Colombia y que se convirtió en un hombre motivado por el amor a la vida y con una sensibilidad mágica y sensual. Estas cualidades no solo le llevaron hacia una literatura que celebra la vida, sino también en la vanguardia de las luchas políticas de los años 70 y 80 a través de su periodismo militante y su amistad con líderes políticos como Fidel Castro o Bill Clinton. Un filme sobre el poder de la imaginación que sigue los hilos entrecruzados de la vida y las obras de Gabriel García Márquez con la tensión narrativa de una investigación.

## Reparto
- Juan Gabriel Vásquez, escritor Colombiano.
- Jaime García Márquez, hermano de Gabo.
- Aída García Márquez, hermana de Gabo.
- Gerald Martin, biógrafo.
- Plinio Apuleyo Mendoza, escritor.
- Tach Quintana, actriz.
- Jon Lee Anderson, periodista.
- Enrique Santos, periodista.
- María Jimena Duzán, periodista.
- Xavi Ayén, periodista.
- Carmen Balcells, agente literaria.
- María Elvira Samper, periodista.
- César Gaviria, expresidente de Colombia.
- Bill Clinton, expresidente de EE. UU.

## Sobre la película
El rodaje comenzó unos meses después de la muerte de Gabriel García Márquez, el 17 de abril de 2014, y duró hasta principios de 2015. Se rodó en Bogotá, la costa del Caribe de Colombia (Aracataca, Sucre, Cartagena de Indias, Barranquilla), París, Londres, Barcelona y Nueva York. Todos los participantes conocieron a García Márquez íntimamente, menos Juan Gabriel Vásquez, escritor de una generación mucho más joven, que busca la respuesta a la pregunta fundamental de la película.